# Ondřej Adámek
Ondřej Adámek (* 1979 in Prag) ist ein tschechischer Komponist und Dirigent.

## Leben
Ondřej Adámek begann 1997 das Kompositionsstudium bei Marek Kopelent an der Akademie der musischen Künste in Prag und studierte ab 1999 am Pariser Konservatorium. Das Aschberg-Stipendium der UNESCO führte ihn 2002 nach Nairobi und das Stipendium von Culturesfrance 2007 nach Kyōto. Von 2008 bis 2010 war Adámek Mitglied der Künstlerabteilung der Casa de Velázquez in Madrid. Im Jahr 2010 kam er als Gast des Berliner Künstlerprogramms des DAAD nach Berlin, wo er seitdem mit der Musikerin Carol Jimenez und seinen Kindern lebt. Im Jahr 2012 gab er Meisterkurse in Komposition am Pariser Konservatorium, an der Colombia University und an der Hochschule Luzern. Von 2014 bis 2015 war er Stipendiat der Académie de France in der Villa Medici in Rom. 2018 gründete er das international auftretende Vokalensemble NESEVEN für das er eigene Kompositionen schreibt.
Adámek erhielt Kompositionsaufträge von renommierten internationalen Orchestern, Ensembles und Festivals. Zu seinen Auftraggebern gehören unter anderem das London Symphony Orchestra, das SWR Sinfonieorchester Baden-Baden und Freiburg, das Symphonieorchester des Bayerischen Rundfunks, das Lucerne Festival Academy Orchestra, das Ensemble Intercontemporain, das SWR Vokalensemble Stuttgart, das Klangforum Wien, das Ensemble Les Percussions de Strasbourg, das Ensemble 2e2m sowie Isabelle Faust und Simon Rattle. Er komponierte auch für die Donaueschinger Musiktage, den Warschauer Herbst, das Festival d’Aix-en-Provence, die Wittener Tage für neue Kammermusik und die Münchener Biennale.
In seiner Musik kombiniert Adámek Elemente zeitgenössischer klassischer Musik mit musikalischen Elementen aus Bali, Neukaledonien, Japan und Andalusien sowie mit Klängen eigens konstruierter Instrumente. Ausgangspunkt seiner Werke sind meist Bilder, Dramaturgien, Texte oder Geschichten.
Als Dirigent arbeitete Ondřej Adámek unter anderem mit dem Deutschen Symphonie-Orchester Berlin, dem RIAS Kammerchor, dem Ensemble MusikFabrik, dem Ensemble Modern, dem Ensemble 2e2m, dem Kammerensemble Neue Musik Berlin, dem Chorwerk Ruhr, der Oslo Sinfonietta, dem Chor des Polnischen Rundfunks und dem Ensemble Prague Modern.

## Werke (Auswahl)
Ondřej Adámek hat auf seiner Website eine Liste seiner Werke veröffentlicht.
- 2000–2001: Un Souffle, une Ombre, un Rien, elektroakustisches Stück OCLC 614952253 Die Uraufführung fand im März 2001 am Pariser Konservatorium statt.[6]
- 2001: Inflexion für zwei Altsaxophone OCLC 971334102
- 2002–2003: Gouttes, petites Gouttes für 18 Instrumente. Das Werk wurde im Februar 2003 am Pariser Konservatorium mit dem Orchester des Konservatoriums unter der Leitung von Alain Louvier uraufgeführt.
- 2002–2004: Strange Night in Daylight für 15 Instrumente und Elektronik. Das Werk wurde im Februar 2003 am Pariser Konservatorium mit dem Orchester des Konservatoriums unter der Leitung von Alain Louvier uraufgeführt.
- 2003–2004: Cercle des Rythmes Vitaux, Elektroakustisches Stück
- 2003–2005: Rapid Eye Movements für Streichquartett und Elektronik
- 2005: Silent Touches für Bariton, Posaune, Violine, Violoncello, Schlagzeug und Klavier
- 2005–2006: Shiny or Shy für Orchester
- 2006: Jardin Perdu [Der verlorene Garten] für 3 Stimmen (Zwei Soprane und Countertenor) und großes Orchester OCLC 1185419826 Die Uraufführung fand am  27. Oktober 2006 am Pariser Konservatorium statt. I Garten 1 II Fülle – Atemnot 1 III Garten 2 IV Gedränge – Atemnot 2 V Garten 3 VI Rost/Baumfraß VII Maschinen[7]
- 2006–2007: Dusty Rusty Hush für Orchester
- 2006–2007: Fishbones für 6 Schlagzeuger
- 2006–2008: Endless Steps für Orchester
- 2006–2008: Ombre Cri für Trompete, Chor und Orchester
- 2007–2013: Ca tourne, ça bloque für 10 Instrumente und Sampler
- 2008: Coups d’ailes für Blechbläser-Oktett im Raum
- 2004/2009: Sinuous Voices für 17 oder 20 Instrumente oder Kammerorchester
- 2009: Nôise für 27 Instrumente
- 2009–2010: Imademo für Sopran, Bratsche und Sampler
- 2009–2010: B-low Up für 17 Instrumente
- 2010: Streichquartett Nr. 2 „Lo que no’ contamo’“
- 2010: Chamber Nôise, Duo für Violoncello und Kontrabass
- 2011: Karakuri – Poupée mécanique für Sopran und 14 Instrumente
- 2012: Le Dîner für eine Malerin und 12 Musiker um einen Tisch mit einem Dirigenten und Video
- 2012: Kameny für Chor und 16 Instrumente nach einem Text von Sjón
- 2013: Polednice für gemischten Chor und Orchester
- 2014: Körper und Seele für Airmachine (ein vom Komponisten entworfenes Instrument), Video, Chor und Orchester
- 2014: Steinar für 6 Stimmen mit Instrumenten oder für 18- bis 36-stimmigen Chor mit Instrumenten
- 2015: Conséquences particulièrement blanches ou noires für Airmachine 2 solo
- 2015: Seven Stones, Oper für 4 Solisten und 12-stimmigen Chor
- 2016: Conséquences particulièrement blanches ou noires für Airmachine 2 und 14 Instrumente
- 2017: Follow Me, Konzert für Violine und Orchester
- 2018: Alles klappt, Musiktheater für 6 Sänger und 2 Perkussionisten
- 2018: Schreibt bald!, Performance-Stück für 21 Stimmen, verstärkte Objekte und Echtzeit-Videoprojektion auf Texte aus Briefen von A. P. und M. P., Theresienstadt, Birkenau 1943–1945
- 2018: Lost Prayer Book für Sheng und 15 Instrumente
- 2019: Schlafen gut. Warm. für 6 Stimmen und 4 Schlagzeuger
- 2024: INES, Oper in einem Prolog und fünf Bildern, Libretto von Katharina Schmitt (Uraufführung am 16. Juni an der Oper Köln)[8]

## Auszeichnungen
- 2006: Kompositionspreis des Pariser Konservatoriums
- 2002, 2004: Prix Métamorphoses
- 2003: Prix de Bourges des IMEB
- 2004: Preis des Ungarischen Radios
- 2006: Komponistenpreis der Brandenburger Biennale
- 2009: Prix Hervé Dugardin der SACEM
- 2010: Grand Prix Alexandre Tansman für Dusty Rusty Hush[1]
- 2011: Prix George Enescu[3]
- 2018: Kompositionspreis der Landeshauptstadt Stuttgart[9]